# Auburn (Indiana)
Auburn – miasto w Stanach Zjednoczonych, w stanie Indiana, siedziba administracyjna hrabstwa DeKalb.